# 9000 IGP
9000 IGP（代號是RC350）是ATI研發的晶片組，是9100 IGP的簡化版，只支援單通道記憶體。它亦有供流動使用的Mobility 版本。它可以支援英特爾的Socket 478處理器。由於價格比9100 IGP晶片組便宜，所以適合作為低端市場產品，例如配合Celeron处理器。另外，縱使9000 IGP只支援單通道記憶體，令整合式顯示核心的效能有所下降。但由於ATI的顯示核心技術較為成熟，所以就算i865G支援雙通道記憶體，但Intel Extreme Graphic 2的效能反而較低。
由於只是9100 IGP的簡化版，所以兩者功能非常相似。9000 IGP仍然可以支援DDR 400記憶體和AGP 8X接口。整合式顯示卡的核心是建基於Radeon 9200，但與9100 IGP一樣只有兩條像素流水線。南橋方面，可以配以IXP 150。
它的對手是NVIDIA的nForce 2 400，同樣只支援單通道記憶體，但沒有內建顯示核心。對比9000 IGP支援DirectX 8.1，nForce 2 IGP內建的顯示核心只支援DirectX 7。